# Cot Keumuneng
Cot Keumuneng is een bestuurslaag in het regentschap Aceh Barat van de provincie Atjeh, Indonesië. Cot Keumuneng telt 227 inwoners (volkstelling 2010).